# World Open Match Play Snooker Championship
Il World Open Match Play Snooker Championship è stato un torneo professionistico di snooker, non valido per il Ranking, che si è disputato nel 1960 a Brisbane, nell'edizione 1966-1967 in diverse località dell'Inghilterra e nel 1968 a Sydney, in Australia.

## Albo d'oro
| Edizione  | Vincitore      | Finalista    | Risultato           | Stagione   | Città      | Impianto                    | Tipologia   |
| --------- | -------------- | ------------ | ------------------- | ---------- | ---------- | --------------------------- | ----------- |
| 1960      | Fred Davis     | Kevin Burles | Girone all'italiana |            | Brisbane   | Science Hall                | Non-Ranking |
| 1966-1967 | Rex Williams   | Fred Davis   | 26 - 25             | Molteplici | Molteplici |                             | Non-Ranking |
| 1968      | Eddie Charlton | Rex Williams | 43 - 30             | 1968-1969  | Sydney     | Saint George's Leagues Club | Non-Ranking |

## Statistiche

### Finalisti
| N° | Giocatore      | Vittorie | Finali perse | Totale |
| -- | -------------- | -------- | ------------ | ------ |
| 1  | Fred Davis     | 1        | 1            | 2      |
| 2  | Rex Williams   | 1        | 1            | 2      |
| 3  | Eddie Charlton | 1        | 0            | 1      |
| 4  | Kevin Burles   | 0        | 1            | 1      |

### Finalisti per nazione
| N° | Nazione     | Vittorie | Finali perse | Totale |
| -- | ----------- | -------- | ------------ | ------ |
| 1  | Inghilterra | 2        | 2            | 4      |
| 2  | Australia   | 1        | 1            | 2      |

- Vincitore più giovane: Rex Williams (34 anni, 1966-1967)
- Vincitore più anziano: Fred Davis (47 anni, 1960)

### Century break
| Edizione  | Century break | Miglior break        |
| --------- | ------------- | -------------------- |
| 1960      | 0             |                      |
| 1966-1967 | 0             |                      |
| 1968      | 1             | Eddie Charlton (110) |

### Montepremi
| Edizione  | Montepremi |
| --------- | ---------- |
| 1960      | £750       |
| 1966-1967 |            |
| 1968      | A$1000     |